# Musée Moto Moto
Le Moto Moto Museum est un musée zambien situé à Mbala, dans la Province Septentrionale. C'est l'un des quatre musées nationaux du pays. Il doit son nom à Mgr Dupont, surnommé « Moto Moto » (ce qui signifie feu feu), fondateur de l'Église catholique dans ce pays.